# Tommy Reck
Tommy Reck (Dublin, 1921 – 1991) werd geboren in de wijk The Liberties in Dublin en leerde de uilleann pipes vanaf zijn tiende jaar te bespelen van leermeester Old John Potts (1871-1950) die vlak bij hem om de hoek woonde. Potts was op zijn beurt een leerling geweest van Martin Reilly uit Galway (1829-1904) en diverse andere blinde pipers die rond 1900 jaarlijks naar Dublin werden gehaald om in competitie te spelen tijdens de Feis Ceoil, een jaarlijks muziekfestival. 
Tommy leerde door deze directe link naar pipers van vóór de Famine (de grote Ierse hongersnood van 1845-1847) de staccato techniek uit de klassieke periode van de uilleann pipes. Huize Potts werd vaak bezocht door de beste pipers van de jaren 1930, dus Tommy hoefde niet te reizen om ook met een veelheid aan andere stijlen kennis te maken. Nadat Potts door een hersenbloeding was geveld en niet meer kon spelen, trok Tommy veel op met Leo Rowsome en nam wat van diens meer legato speelstijl over. Tommy was actief in de organisatie van de vooroorlogse Pipers Club in Dublin. 
Na zijn huwelijk speelde hij minder frequent en in de jaren tachtig was hij een buitenbeentje van de pipers geworden. Daarvoor gold hij als een van de top 5 uilleann pipers in de jaren vijftig en zestig, vooral onder pipers. Hij was a musician's musician die vooral erkend werd vanwege zijn stokoude, authentieke speelstijl. Tommy was een rustige, wat verlegen man met een gortdroog gevoel voor humor. Totaal geen podiumbeest, en daarom bleef hij buiten de kringen van medespelers en publicitair wat in de schaduw staan van zijn beroemde tijdgenoten Leo Rowsome,  Johnny Doran,  Séamus Ennis en Willie Clancy. Eind jaren tachtig hebben Mick O'Brien uit Dublin en Rob van Dijk (The Scholar) hem weer weten te bewegen tot enkele optredens. Tommy's concert in 1989 tijdens het TIONOL van de NVUP wordt door velen beschouwd als het hoogtepunt in het 25-jarig bestaan van de vereniging. 

## Discografie
- Eén illegaal door Copley uitgebrachte 78 toerenplaat uit 1950
- Twee 78-toerenplaten uit 1957 voor Claddagh
- Eén track met The Dubliners ("Cook in the kitchen") met wie hij rond 1965 kortstondig optrad
- Drie korte tracks op de verzamel-LP "The drones and the chanters", Claddagh, midden jaren zeventig
- Eén solo-lp, eind jaren zeventig: "The stone in the field", voor Innisfree (USA)
- Jubileum-cd "Humours of Holland", een kwartier liveregistratie van zijn concert op het NVUP TIONOL in Nederland in 1989.